# 鲍勃·麦克奈特
鲍勃·麦克奈特（英語：Bob McKnight，1938年3月19日—2021年3月21日），加拿大男子冰球运动员，场上位置是前锋。他曾代表加拿大参加1960年冬季奥林匹克运动会冰球比赛，获得一枚银牌。